# Manuel Curado
Manuel Curado (* 1967) je portugalský esejista a filosof, který se věnuje biomedicínské etice, filozofii mysli a historii idejí (termíny označující konkrétní filosofickou a historiografickou školu).
Zabýval se různými tématy, především intelektuálním vývojem idejí univerzálního jazyka a automatického překladu (týká se Analytické filosofie a kybernetiky), problémy lidského vědomí a jeho vztahu v rámci CNS, vztahem mezi vědou a náboženstvím, studiemi týkající se evropské a portugalské intelektuální historie, akademickými vydáními děl antických autorů (především děl matematika 18. století – Josého Marii Dantas Pereiri a děl logika Edmunda Curvela a řady dalších), historií psychiatrie a historií portugalského židovského dědictví v lékařství a filozofii (práce lékařů Isaaca Samuda a Jacoba de Castra Sarmenta) a také historií literární reprezentace duševního života.
Je nositelem několika titulů, vystudoval několik škol. Nyní je profesorem na Univerzitě Minho (Braga, sever Portugalska). Jeho dalšími tituly jsou: auditor národní obrany, doktor na Univerzitě v Salamance, M.A na Univerzitě v Lisabonu. Úspěšně dokončil studium na Katolické univerzitě v Lisabonu. Absolvoval kurz managementu pro veřejnou správu (CADAP). Byl hostujícím profesorem v Moskvě (MGIMO a MGlu) a v italské Padově (Università degli Studi di Padova).
Ve své disertační práci „O závažném problému vědomí“ (The Hard Problem of Consciousness) a ve své knize Tajemné světlo: Vědomí ve fyzickém světě (Mysterious Light: Consciousness in the Physical World) zkoumá filosofický problém známý jako „vážný problém vědomí“. Autor formuluje tento problém takto: „Jak to, že ve fyzickém světě působí vědomí, když by svět vlastně mohl bez tohoto vědomí existovat?“ Odpověď filosofů na tuto otázku je řešením samotného problému. Tento argument se točí kolem možnosti překonání přirozeného vědomí prostřednictvím vědeckých poznatků, za účelem vytvoření umělého vědomí. Podle autora nebude problém nikdy úplně vyřešen, protože nikdo nemá jasnou odpověď na to, co vědomí opravdu je nebo neví, co je role vědomí ve fyzickém světě. Nikdo také neví, co je příčinná síla vědomí a jaký je přesný vztah vědomí a mozku. Filosof předpokládá, že v budoucnosti už nebude možné rozlišovat mezi přirozeným vědomím a uměle vyrobeným vědomím. Tato nemožnost rozlišovat je interpretována jako normální epistemologická podmínka, která se vyskytuje v mnoha různých situacích.
Nejoriginálnější filozofická myšlenka tohoto myslitele se zabývá vztahy mezi věřícími a předmětem jejich víry nebo náboženského vyznání. Tento argument je zkoumán ze dvou různých pohledů. Vztah mezi věřícím a Bohem musí být založen na předpokladu, že Bůh existuje. Tento předpoklad však neznamená nutně Boží lásku nebo úctu k Bohu. Vztah mezi Bohem a lidmi je koncipován jedinečným způsobem. Manuel Curado vidí Boha jako předmět ve světě, spolu s dravci, proti kterým lidé bojovali v průběhu evoluce, spolu s fyzickými objekty přírody, vedle nadpřirozených objektů (nevysvětlitelné situace, které se vyskytují jen zřídka v historii, jako různé anomálie nebo světla na nebi) a vedle nadpřirozených bytostí nebo objektů (zastoupených v mnoha literárních, náboženských a filozofických svědectvích již od samého počátku civilizace). Z Curadových tezí vyplývá, že lidé jsou vlastně soupeři nebo nepřáteli Boha a všech ostatních bytostí, které existují ve fyzickém a nadpřirozeném světě. Nejdůležitějším bodem tohoto tvrzení je pak pojem zájmu. Jeho eseje často formulují tuto otázku: Jaký je pravý zájem lidských bytostí? Je to jen porozumění světu? Jen zájem o to být milován nebeským otcem? Je to hledání smyslu? Jak přežít v nepřátelském světě? Nebo jak zdokonalit sami sebe a být dominantní nad všemi ostatní bytostmi, včetně hypotetických nadpřirozených bytostí?
Další způsob, jak přemýšlet o vztahu mezi lidmi a objekty, které existují ve světě, je moderní věda. Manuel Curado tvrdí, že výklad, který je obvykle nabízen moderní vědeckou činností, je velmi špatný. Vědci samozřejmě popisují svět, ale také vymýšlí a vytváří nové objekty. Navrhuje filozofický kalkul poměru mezi přirozeným a umělým světem. Z jeho pohledu se přirozený svět zmenšuje každým dnem. Dochází k závěru, že díky radikálnímu zájmu o moderní vědy dochází ke vzniku umělých světů. Tyto velmi zajímavé nápady jsou prezentovány v eseji "Budoucnost Boha“ (The Future of God), která je součástí editované knihy Nač potřebujeme Boha, když máme vědu? (Why God If We Do Have Science?).

## Publikace
- The Myth of the Automatic Translation (Braga, Universidade do Minho / CEHUM, 2000)[1]
- Mysterious Light: Consciousness in the Physical World (Famalicão, Quasi, 2007)[2]
- Biomedical Law: The Portuguese Legislation (Lisbon, Quid Juris, 2008)[3]
- Why God If We Do Have Science? (Porto, Fronteira do Caos, 2009)[4]
- Consciousness and Cognition] (Braga, Faculty of Philosophy / UCP, 2004)[5]
- Mind, Self and Consciousness (Braga, Faculty of Philosophy / UCP, 2007)[5]
- Italian Letters of Luis Antonio Verney] (Lisbon, Sílabo, 2008)[6]
- Transparent Persons: Current issues in Bioethics (Coimbra, Almedina, 2008)[7]
- God in the University: What Portuguese Academics Do Think About God? (Porto, Fronteira do Caos, 2011)[4]
- Collected Works of Edmundo Curvelo] (Lisboa, Fundação Calouste Gulbenkian, 2013)[8]

Celé své dílo psal v Portugalsku nebo na svých cestách v zahraničí.